# Mustafa Kucukovic
Mustafa Kučuković (født 5. november 1986) er en tidligere professionel fodboldspiller fra Tyskland, af bosnisk afstamning.

## Karriere
Han startede karrieren i Hamburger SV uden den store succes. Han fik dog 14 optræden for førsteholdet. Siden er turen gået til SpVgg Greuther Fürth og TSV 1860 München hvor han fik en del kampe, uden der dog faldt mange mål af sig. I 2010/11 sæsonen, spillede han 17 kampe i SønderjyskE i Superligaen med 4 mål til følge, inden turen gik til Energie Cottbus og videre til Olympiakos Nicosia. I 2015 stoppede han karrieren, efter at have spillet 30 kampe i Hansa Rostock og scoret 5 mål.

## International karriere
Kučuković har repræsenteret tyskland på U-19, U-20 og U-21 niveau.